# My podezřelí
My podezřelí je detektivní román českého spisovatele Vladimíra Přibského (vlastním jménem Vladimír Řezáč) z roku 1970.

## Děj
Hrdina příběhu Jaromír Petrák, reportér časopisu Ozvěna, se v Hradci Králové účastní abiturientského večírku po patnácti letech. V mysliveckém salónku hotelu Orión (místě konání) dojde během blackoutu k úkladné vraždě jednoho z bývalých gymnaziálních spolužáků. Snad všichni zúčastnění se začnou navzájem podezírat – kterýkoliv z přítomných mohl být tím, kdo oběti pod rouškou tmy vrazil ostrý kuchyňský nůž do mezižebří oběti; všichni zúčastnění mají totiž dost důvodů k pomstě za křivdy, jež nebožtík napáchal v době, kdy uzurpátorsky ovládal celé své okolí. Následující noci dochází k další záhadné smrti: hotelová servírka je nalezena s těžkou otravou plynem a bývalí spolužáci podnikají pátrání (každý na svůj vrub) za účelem odhalení skutečného pachatele. Zanedlouho, ve značně napjaté atmosféře, je případ vyřešen kapitánem Bajerem, vyšetřovatelem místního oddělení kriminální služby Veřejné bezpečnosti.

## České vydání
Román My podezřelí byl v rozpětí let 1970 až 1988 vydán třikrát:
- Svobodné slovo, Praha 1970 (edice Spirála)
- Melantrich, Praha 1972 (edice Gong)
- Československý spisovatel, Praha 1988 (edice Spirála).[pozn. 1]

## Zajímavosti
Několik let po hradeckých událostech se redaktor Petrák v Případu bez podezřelých (vydáno 1976) rozhodl mírně pozměněný příběh, který pojmenoval zprvu Abiturientský večírek, následně Vrah zhasne třikrát, nabídnout jako námět na detektivku filmovému dramaturgovi Leo Modřinkovi.